# ان‌جی‌سی ۴۷۶
ان‌جی‌سی ۴۷۶ (انگلیسی: NGC 476) یک کهکشان عدسی شکل در صورت فلکی ماهی است. این کهکشان تقریباً ۲۶۱ میلیون سال نوری از زمین فاصله دارد و در ۳ نوامبر ۱۸۶۴ توسط ستاره شناس آلمانی آلبرت مارت کشف شد.